# 德拉戈斯拉夫·耶夫里奇
德拉戈斯拉夫·耶夫里奇（羅馬化：Dragoslav Jevrić，1974年7月8日—），塞尔维亚男子足球运动员，场上位置是守门员。他曾代表塞尔维亚和黑山参加2006年国际足联世界杯。